# 18. ceremonia wręczenia nagród Gildii Aktorów Ekranowych
18. ceremonia wręczenia nagród Gildii Aktorów Ekranowych za rok 2011, odbyła się 29 stycznia 2012 w Shrine Exposition Center w Los Angeles. Galę transmitowała stacja TNT. Nagrody zostały przyznawane za wybitne osiągnięcia w sztuce aktorskiej w minionym roku.
14 grudnia 2011 roku w Los Angeles’ Pacific Design Center’s Silver Screen Theater Judy Greer i Regina King ogłosiły nominacje do tegorocznych nagród. Partnerował im przewodniczący SAG Ken Howard.
W kategoriach produkcji kinowych najwięcej nominacji otrzymał film Służące, który nominowany został na pierwszoplanową rolę Violi Davis, drugoplanowe role Jessiki Chastain i Octavii Spencer oraz dla najlepszego zespołu aktorskiego.
Pięć nominacji otrzymał w kategoriach telewizyjnych serial Współczesna rodzina. Po trzy nominacje przyznano serialom Dexter oraz Rockefeller Plaza 30.
Tegorocznie dwie aktorki mogły otrzymać po dwie nagrody podczas jednej ceremonii. Glenn Close nominowana została za pierwszoplanową rolę w filmie Albert Nobbs oraz za występ w serialu dramatycznym Układy. Betty White natomiast, nominowana została za rolę w filmie telewizyjnym Zaginiona walentynka oraz za rolę w serialu komediowym Rozpalić Cleveland.
Nagrodę za osiągnięcia życia przyznano aktorce Mary Tyler Moore.

## Laureaci i nominowani
Laureaci nagród wyróżnieni są wytłuszczeniem

### Produkcje kinowe

#### Wybitny występ aktora w roli pierwszoplanowej
- Jean Dujardin – Artysta
  - Demián Bichir – Lepsze życie
  - George Clooney – Spadkobiercy
  - Leonardo DiCaprio – J. Edgar
  - Brad Pitt – Moneyball

#### Wybitny występ aktorki w roli pierwszoplanowej
- Viola Davis – Służące
  - Glenn Close – Albert Nobbs
  - Meryl Streep – Żelazna Dama
  - Tilda Swinton – Musimy porozmawiać o Kevinie
  - Michelle Williams – Mój tydzień z Marilyn

#### Wybitny występ aktora w roli drugoplanowej
- Christopher Plummer – Debiutanci
  - Kenneth Branagh – Mój tydzień z Marilyn
  - Armie Hammer – J. Edgar
  - Jonah Hill – Moneyball
  - Nick Nolte – Wojownik

#### Wybitny występ aktorki w roli drugoplanowej
- Octavia Spencer – Służące
  - Bérénice Bejo – Artysta
  - Jessica Chastain – Służące
  - Melissa McCarthy – Druhny
  - Janet McTeer – Albert Nobbs

#### Wybitny występ zespołu aktorskiego w filmie kinowym
- Służące
  - Artysta
  - Druhny
  - Spadkobiercy
  - O północy w Paryżu

#### Wybitny występ zespołu kaskaderskiego w filmie kinowym
- Harry Potter i Insygnia Śmierci: Część II
  - Władcy umysłów
  - Kowboje i obcy
  - Transformers 3
  - X-Men: Pierwsza klasa

### Produkcje telewizyjne

#### Wybitny występ aktora w miniserialu lub filmie telewizyjnym
- Paul Giamatti – Zbyt wielcy, by upaść
  - Laurence Fishburne – Thurgood
  - Greg Kinnear – Rodzina Kennedych
  - Guy Pearce – Mildred Pierce
  - James Woods – Zbyt wielcy, by upaść

#### Wybitny występ aktorki w miniserialu lub filmie telewizyjnym
- Kate Winslet – Mildred Pierce
  - Diane Lane – Cinema Verite
  - Maggie Smith – Downton Abbey
  - Emily Watson – U boku oskarżonego
  - Betty White – Zaginiona walentynka

#### Wybitny występ aktora w serialu dramatycznym
- Steve Buscemi – Zakazane imperium
  - Patrick J. Adams – W garniturach
  - Kyle Chandler – Friday Night Lights
  - Bryan Cranston – Breaking Bad
  - Michael C. Hall – Dexter

#### Wybitny występ aktorki w serialu dramatycznym
- Jessica Lange – American Horror Story
  - Kathy Bates – Harry’s Law
  - Glenn Close – Układy
  - Julianna Margulies – Żona idealna
  - Kyra Sedgwick – Podkomisarz Brenda Johnson

#### Wybitny występ aktora w serialu komediowym
- Alec Baldwin – Rockefeller Plaza 30
  - Ty Burrell – Współczesna rodzina
  - Steve Carell – Biuro
  - Jon Cryer – Dwóch i pół
  - Eric Stonestreet – Współczesna rodzina

#### Wybitny występ aktorki w serialu komediowym
- Betty White – Rozpalić Cleveland
  - Julie Bowen – Współczesna rodzina
  - Edie Falco – Siostra Jackie
  - Tina Fey – Rockefeller Plaza 30
  - Sofía Vergara – Współczesna rodzina

#### Wybitny występ zespołu aktorskiego w serialu dramatycznym
- Zakazane imperium
  - Dexter
  - Breaking Bad
  - Gra o tron
  - Żona idealna

#### Wybitny występ zespołu aktorskiego w serialu komediowym
- Współczesna rodzina
  - Rockefeller Plaza 30
  - Teoria wielkiego podrywu
  - Glee
  - Biuro

#### Wybitny występ zespołu kaskaderskiego w serialu telewizyjnym
- Gra o tron
  - Dexter
  - Southland
  - Spartakus: Bogowie areny
  - Czysta krew

### Nagroda za osiągnięcia życia
- Mary Tyler Moore